# Kapurung
Le kapurung est une soupe indonésienne à base de sagou du Sulawesi du Sud (dans l'île de Célèbes), en particulier des habitants du kabupaten de Luwu (Palopo). Mais on le retrouve aussi à Tawau, dans l'état malaisien de Sabah, habité par des Bugis, ou bien à Makassar.

## Galerie

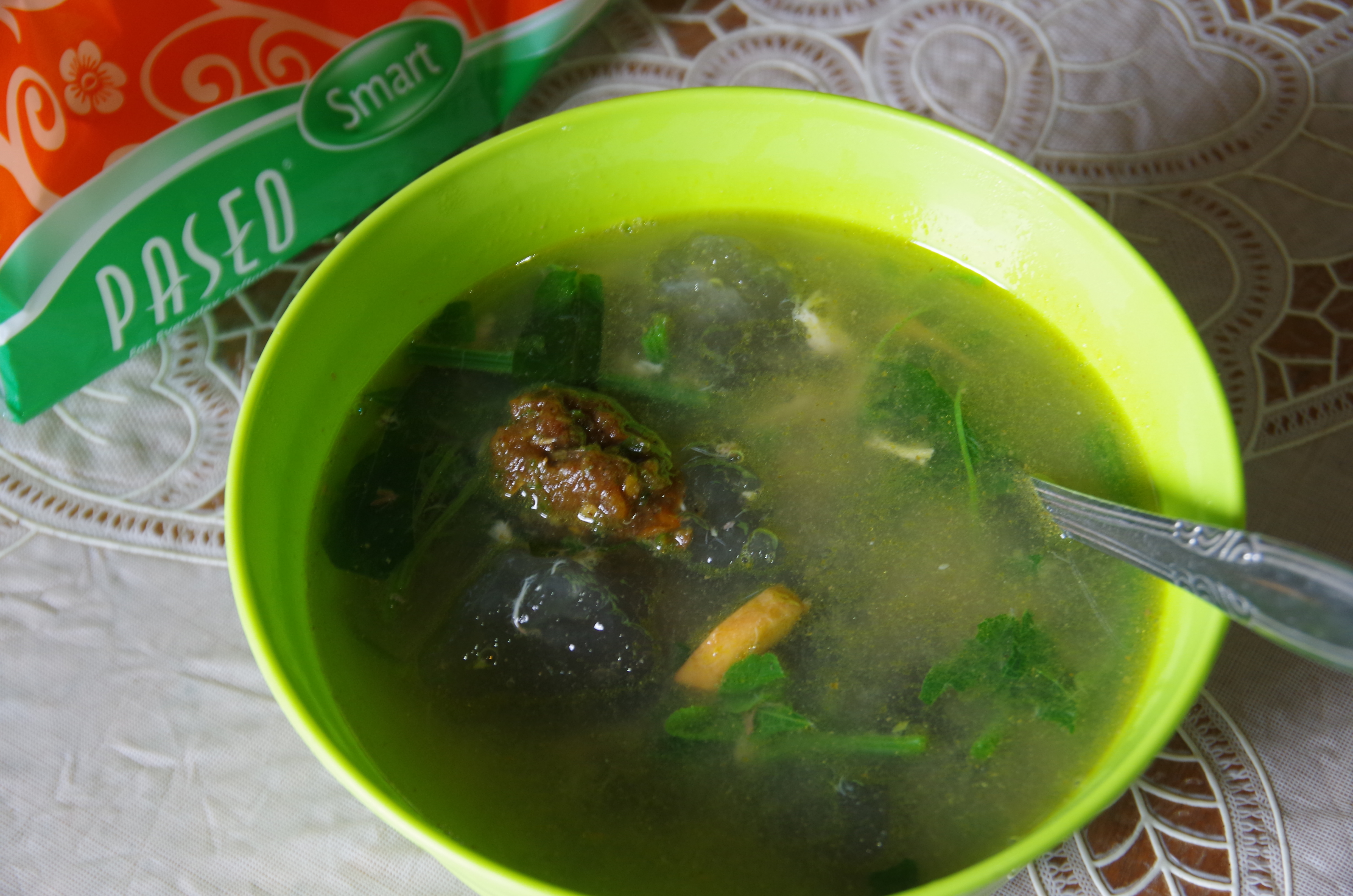
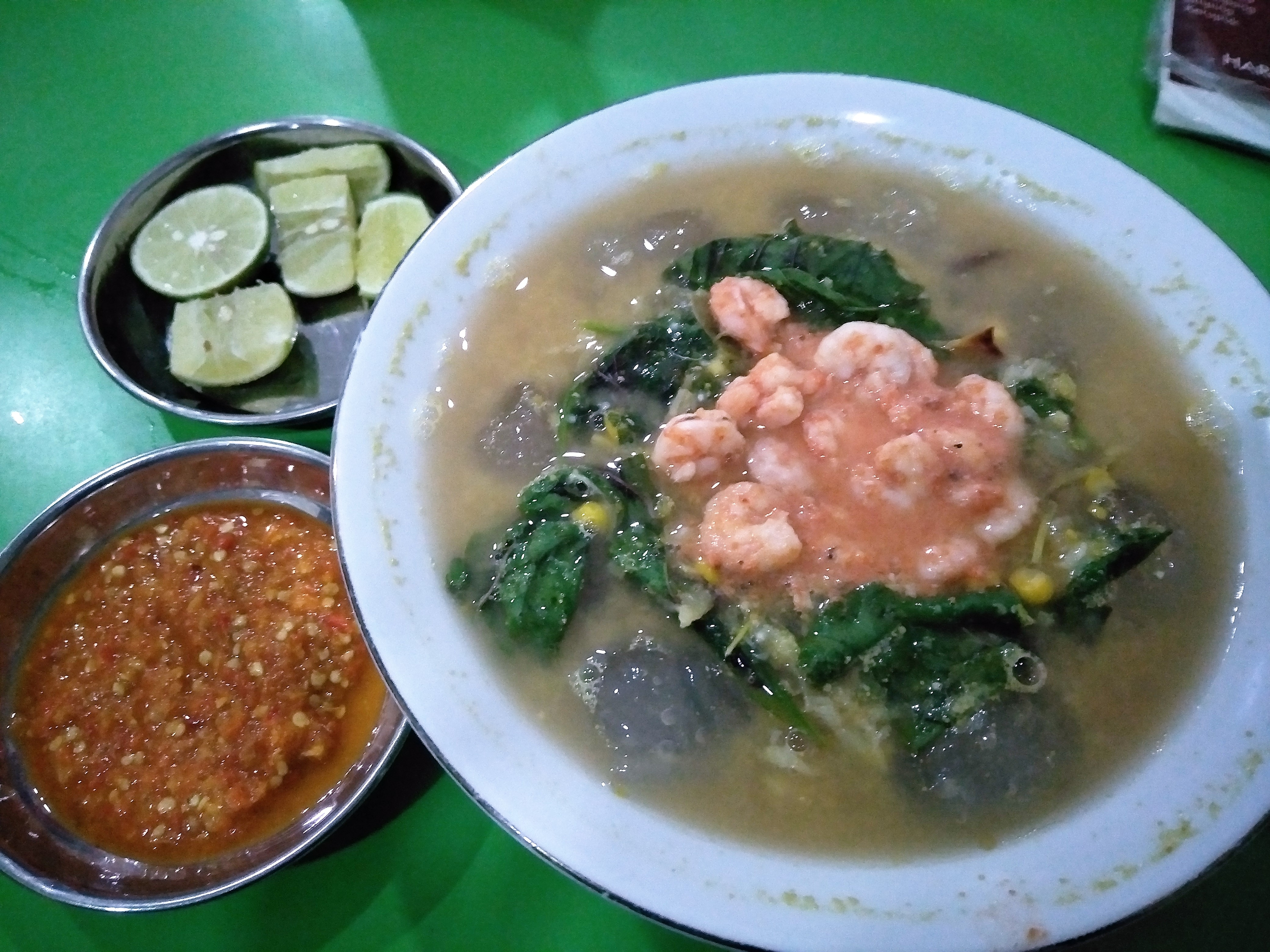